# Моргун, Николай Григорьевич
Николай Григорьевич Моргун (25 июня 1925, Бобринецкий район, Одесская губерния — 2003, Днепродзержинск, Днепропетровская область) — мастер Днепродзержинского химического комбината, Герой Социалистического Труда.

## Биография
Родился 25 июня 1925 года в Бобринецком районе (сейчас в составе Кропивницкого района Кировоградской области).
До начала войны учился в ремесленном училище на базе коксохимического завода им. Орджоникидзе.
После освобождения Кировограда от оккупации в марте 1944 года призван в РККА и в составе 429-го стрелкового полка 52-й стрелковой дивизии 3-го Украинского фронта участвовал в боевых действиях (командир отделения 1-й роты автоматчиков, сержант).
В июле 1945 года демобилизован по инвалидности, полученной в результате ранения.
С 1948 года работал аппаратчиком Днепродзержинского азотнотукового завода (ДАТЗ) (15 октября 1965 года завод был реорганизован в Днепродзержинский химический комбинат).
Включился в соцсоревнование и в 1958 году из сэкономленного сырья выработал сверхплановой продукции на 30 тысяч рублей.
С 1961 г. мастер цеха жидких минеральных удобрений, в 1963 году в качестве специалиста участвовал в работе Пленума ЦК КПСС, который рассматривал вопрос о дальнейшем развитии химической промышленности.
Указом Президиум Верховного Совета СССР от 28 мая 1966 года за выдающиеся заслуги в выполнении заданий семилетнего плана по увеличению выпуска химической продукции и достижение высоких показателей в работе удостоен звания Героя Социалистического Труда.
В последующем работал начальником смены.
С 1985 г. на пенсии.
Умер в 2003 г. в Днепродзержинске.
Награждён орденами Отечественной войны 2-й степени (11.3.1985), Славы 3-й степени (29.01.1945), медалями, в том числе «За отвагу», «За трудовое отличие» (05.11.1954).